# 桑田琢磨
桑田 琢磨（くわた たくま、1919年12月19日 - 2011年4月22日）は、日本の経営者。時事通信社代表取締役を務めた。

## 来歴・人物
広島県福山市出身。1944年に中央大学を卒業し、同盟通信社での勤務を経て、1945年に時事通信社に入社。1974年に取締役に就任し、1978年から1980年までに代表取締役を務めた。
2011年4月22日肺炎のために死去。91歳没。